# Ballinger (Teksas)
Ballinger je grad u američkoj saveznoj državi Teksas. Prema popisu stanovništva iz 2010. u njemu je živjelo 3.767 stanovnika.